# Thamsanqa Mkhize
Thamsanqa Mkhize, né le 18 août 1988 à Durban, est un footballeur international sud-africain. Il évolue au poste d'arrière droit avec l'équipe de Cape Town City.

## Biographie

### En club

#### Golden Arrows
Il commence sa carrière en 2009, en jouant son premier match le 26 août 2009, face à Platinum Stars (1-1). Pour sa première saison, il joue huit matchs toutes compétitions confondues, et remporte le MTN 8. Sa deuxième saison est plus compliquée, puisqu'il prend part à une seule rencontre. À la fin de la saison 2011-2012, il enchaîne les titularisations. Malgré tout, il ne s'affirme pas comme titulaire lors de sa quatrième et dernière saison au club.

#### Maritzburg United
En juillet 2013, il rejoint Maritzburg United. Il joue son premier match sous ses nouvelles couleurs le 3 août 2018, lors d'une victoire 1-0 contre Polokwane City. Il est directement considéré comme titulaire et joue 25 rencontres lors de sa première saison. Il marque son unique but le 11 mai 2016, face à l'Ajax Cape Town (victoire 1-0).

#### Cape Town City
En juillet 2016, il s'engage avec Orlando Pirates, mais deux semaines plus tard son contrat est résilié car le nouvel entraîneur, Muhsin Ertuğral, ne compte pas sur lui.
Le 25 septembre 2013, il s'engage libre avec Cape Town City. Il fait ses débuts le 19 octobre 2016, face à Bloemfontein Celtic en Telkom Knockout (victoire 2-0 ap). Son équipe remporte la compétition et il joue l'intégralité des rencontres. Il marque son premier but le 4 avril 2017, lors d'une victoire 4-1 contre Chippa United.
Lors de la saison suivante, l'équipe atteint la finale du MTN 8 et s'incline aux tirs au but (0-0, 5-3) contre Supersport United. Ce n'est que partie remise, car il le remporte en 2018 face au même adversaire (0-0, 4-1). À partir de cette saison 2018-2019, il porte le brassard de capitaine. 

### En sélection
Il honore sa première sélection en équipe d'Afrique du Sud le 7 octobre 2017, lors des éliminatoires de la Coupe du monde 2018 contre le Burkina Faso (victoire 3-1). 
Il participe ensuite à la Coupe d'Afrique des nations 2019. Lors de cette compétition organisée en Égypte, il joue cinq matchs. L'Afrique du Sud s'incline en quart de finale face au Nigeria.

## Palmarès
| Golden Arrows - MTN 8 (1) : - Vainqueur : 2009. |  | Cape Town City - Telkom Knockout (1) : - Vainqueur : 2016. - MTN 8 (1) : - Vainqueur : 2018. - Finaliste : 2017. |